# Lisa Rücker
Lisa Rücker (* 10. Mai 1965 in Salzburg) ist eine ehemalige Politikerin der Grünen, Stadträtin und Vizebürgermeisterin von Graz.

## Berufliche Laufbahn
Lisa Rücker hat ein Diplom für Sozialarbeit und Sozialmanagement. Ihre politischen Wurzeln liegen in der autonomen Grazer Frauenbewegung. Sie war langjährige Mitarbeiterin des Verein Frauenservice und eröffnete unter anderem 1999 das Stadtteilcafé Palaver, bis 2003 ein Beschäftigungsprojekt für langzeitarbeitslose Frauen, welches 2003 in Palaverconnected umbenannt wurde und neben dem Cafébetrieb auch Computer und Räume für Seminare anbietet.
Seit 2003 war Rücker Gemeinderätin der Grünen in Graz und war seit 2005 Vorsitzende des Kontrollausschusses der Stadt Graz. Ihre politischen Schwerpunkte waren Umwelt- und Klimaschutz, Verkehrsplanung und Wirtschaftsbetriebe. Sie ist Mitglied bei der Grünen Wirtschaft und seit 2005 bei den Grünen Andersrum. Bei den Wahlen 2008 erzielte ihre Partei hohe Zuwächse, und Rücker wurde im März 2008 Stadträtin und in einer Koalition mit der ÖVP die erste „Grüne“ Vizebürgermeisterin der Stadt Graz. Lisa Rücker, die als Alltagsverkehrsmittel vor allem das Fahrrad verwendet, setzte sich besonders für den Radverkehr in Graz ein. Die Markierung großer Parkverbotsbereiche vor Schutzwegen 2009 sowie die Umsetzung von Verkehrsberuhigungsprojekten oder des ersten Shared Space in einer österreichischen Stadt und die Ausweitung neuer flächendeckender Parkzonen 2010 brachten ihr Kritik von Seiten einiger Autofahrer ein. 2011 führte sie Ampeln ein, die Fußgänger und Radfahrer bevorzugen und stellte sich gegen eine vom steirischen Verkehrs-Landesrat Gerhard Kurzmann geforderte Grüne Welle für Autofahrer.
Am 30. Mai 2012 kündigte Bürgermeister Siegfried Nagl wegen verschiedener Meinungsunterschiede die Koalition mit Rückers Grünen auf. In der Folge wurden einige ihrer Projekte kurz vor den Gemeinderatswahlen gestoppt. Nach der Wahl, bei der ihre Partei leicht verlor, ging die ÖVP neue Koalitionswege und Lisa Rücker verlor ihren Posten als Vizebürgermeisterin an Martina Schröck von der SPÖ. Sie blieb jedoch mit neuen Resorts in der Stadtregierung.
Rücker war seit Jänner 2013 für folgende Magistratsabteilungen zuständig:
- Gesundheitsamt
- Kulturamt
- Umweltamt
- Kulturbeteiligungen, Museen[6]

Am 1. Oktober 2015 erklärte Rücker sich mit Ende der Legislaturperiode als Politikerin zurückzuziehen – aus persönlichen Gründen, um einen neuen Lebensabschnitt zu planen. Sie kann sich vorstellen danach für „Politik und Demokratie“ zu arbeiten, wenn auch nicht als Politikerin. Kulturpolitik sieht sie als Arbeitsschwerpunkt für die nächsten Jahre. „Da geht es ums Zusammenleben, ... gestalten, dass Menschen lernen und Möglichkeiten haben, über Kultur aufeinander zuzugehen ...“ Auf Wahlergebnisse (z. B. OÖ) angesprochen, sieht sie die Notwendigkeit „zwischen Populismus und populärer Politik ... verständlicher und trotzdem in Differenziertheit“ Antworten geben zu können.
Heute arbeitet sie als politische Erwachsenenbildnerin, Moderatorin und Wandercoach.

## Privat
Lisa Rücker wurde als ältestes von fünf Kindern und Tochter von Fritz Rücker, ehemaliger ÖVP-Sozialstadtrat in Salzburg, geboren. Nach ihrer Ausbildung in Innsbruck zog sie 1987 nach Graz. Sie war jahrelang verheiratet und hat aus dieser Zeit zwei Töchter (* 1993 und 1996). Mit der Zeit wurde ihr bewusst, dass sie sich zunehmend zu Frauen hingezogen fühlte. Sie beendete 2004 die Ehe und zog mit ihrer neuen Partnerin zusammen. Die Betreuung der Kinder übernahm sie zusammen mit ihrem Ex-Ehemann. Als sie im Jahre 2006 Spitzenkandidatin ihrer Partei für die Kommunalwahl war, entschied sie sich für ein öffentliches Coming-out. Als Gründe gab sie an, damit einerseits zu verhindern, dass ihr offenes lesbisches Leben nicht eventuell von Gegnern als Mittel benutzt werden könne und andererseits aus politischen Gründen, da sie sich auch für die Gleichstellung Homosexueller einsetzen möchte.

„Mein Outing hatte gute gleichstellungs-politische Gründe, und aus den vielen Rückmeldungen weiß ich, dass dies ein wichtiger Beitrag war für das Sichtbarmachen von Lesben und Schwulen.“